# Oxypoda inimica
Oxypoda inimica är en skalbaggsart som beskrevs av Thomas Casey 1911. Oxypoda inimica ingår i släktet Oxypoda och familjen kortvingar. Inga underarter finns listade i Catalogue of Life.